# Теректа
Теректа — посёлок в Усть-Коксинском муниципальном районе Республики Алтай России, в составе Горбуновского сельского поселения.

## География
Посёлок Теректа находится у подножия Теректинского хребта, на южных склонах, вдоль берега реки Большая Теректа, левого притока реки Катунь.
Расстояние до.
- районного центра Усть-Кокса 19 км.
- областного центра Горно-Алтайск 185 км.
- столицы: Москва 3481 км.

Ближайшие населённые пункты
Чендек — 6 км, Курунда — 8 км, Горбуново — 8 км, Маргала — 10 км, Кастахта — 10 км, Нижний Уймон — 10 км, Полеводка — 11 км, Тихонькая — 11 км.
Транспорт
Автомобильная дорога соединяет Теректу с другими селами Усть-Коксинского района, а также с районным центром. Ближайший аэропорт находится в Горно-Алтайске.

## Климат
Климат резко континентальный, с перепадом температур. Средняя температура зимой −25 С°, летом — +30-35 С°. Зимние морозы менее суровы, чем на равнинах. Устойчивые температуры сложились благодаря географическому положению населённого пункта: микроклимат обеспечивает вертикальный рельеф гор и его расположение на южном склоне Теректинского хребта. Южная часть склонов Теректинского хребта достаточно увлажнена, лето умеренно тёплое, зима умеренно суровая, снежная.

## История
Предки современных жителей Уймонской долины появились здесь в 20-х годах XVIII века, переселяясь в долину из-за усилившихся при Петре I гонений на раскольников и староверов. Расселившись по берегам рек, они основали несколько деревень. Выходцы из первой деревни, Верх-Уймон, затем образовали новые поселения. Датой возникновения деревни Теректа считается 1860 год. Василий Блинов, выходец из Верх-Уймона выбрал это место для занятия пчеловодством. В конце XIX века географ В. В. Сапожников, упоминая в своих трудах Уймонскую степь, отмечал, что помимо трех уже существовавших селений: Усть-Кокса, Верх-Уймон, Нижний Уймон, появились выселки, среди которых перечисляет Теректу.
Русское название Теректа произошло от тюркского названия Терек Туу — тополиная гора (каз. «теректы» — тополиная, тополевое урочище).

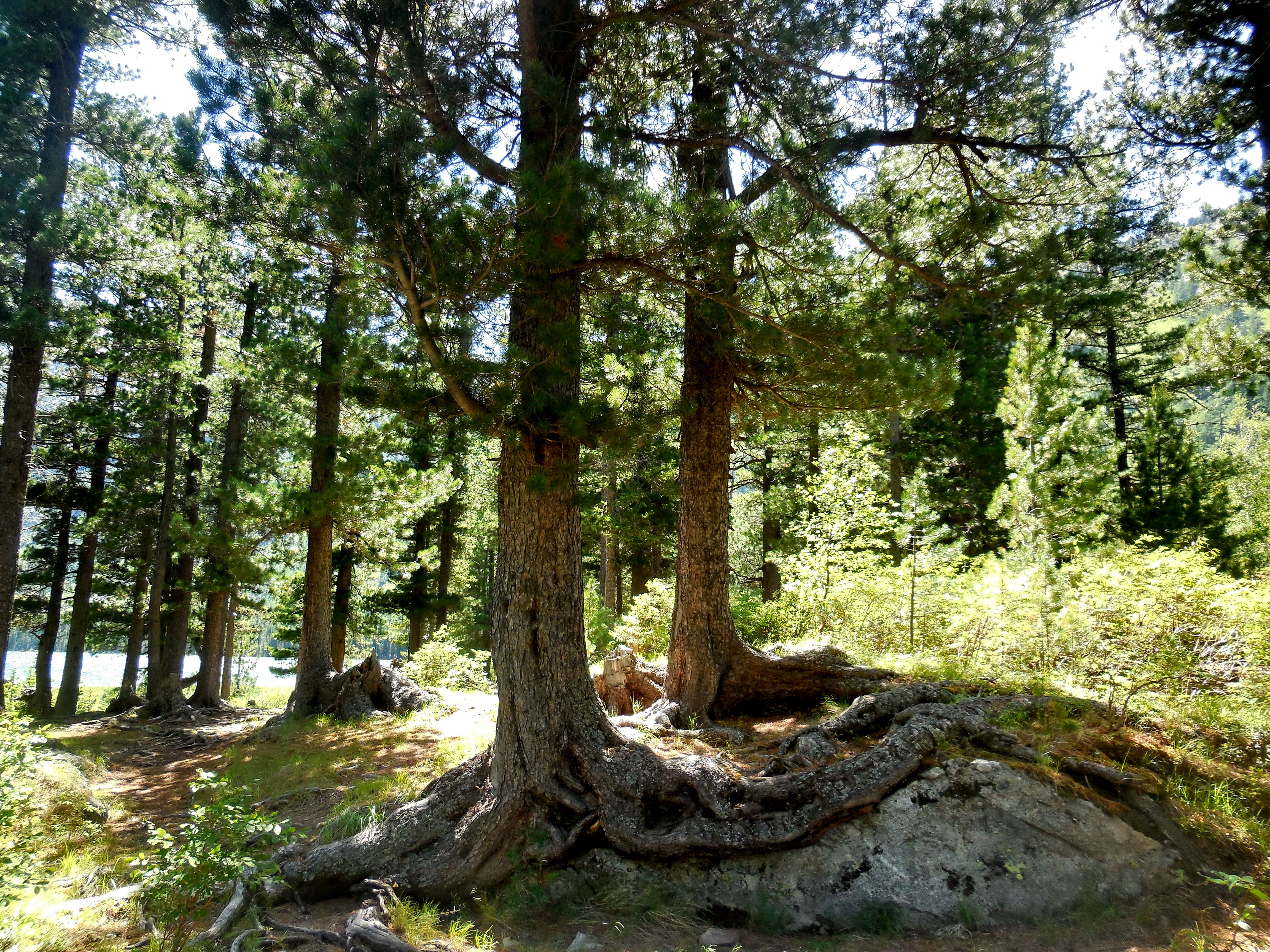
Лес в горах Алтая — panoramio

## Население
| 2010 | 2011 | 2012 | 2013 | 2014 | 2015 | 2016 |
| ---- | ---- | ---- | ---- | ---- | ---- | ---- |
| 449  | ↗450 | ↗454 | ↗458 | ↘444 | ↘429 | ↗435 |

## Инфраструктура
В Уймонской долине расположено несколько мараловодческих хозяйств. Многие фермеры и жители села держат пасеки. Теректинский мёд давно известен своим вкусом, так как долина и близлежащие горы обильно покрыты травой и цветами, и пользовался популярностью ещё в Российской империи, его подавали на царский стол.
В Теректе в 1956 году был открыт первый медпункт и больница на пять коек, сейчас в селе есть ФАП. Действуют средняя общеобразовательная школа, детский сад «Белочка», библиотека.

## Туризм
В посёлке активно развивается туризм, туристические базы работают в режиме круглогодичного приёма туристов — «Ассонов Ключ», «Мир», гостевая деревня «Уймонская долина».
Пешие и конные маршруты проложены по девственным местам Алтая, включают посещение водопада Кюр-Кюр-Кюре и истока реки Теректа, поднимаются вверх по реке и ведут к границе, на которой сходятся два района: Усть-Коксинский и Онгудайский, где расположена гора Учсумер в Каракольском природном парке Уч-Энмек (кластер «Аргут»).

## Достопримечательности
Мало изучены археологические памятники, которые в большом количестве окружают деревню. Несколько курганных групп — Каменное поле I, II, III, IV, V (всего 20 курганов), находятся в радиусе 500 метров или в полутора километрах от поселения. Курганная группа из 4 сооружений расположена в 20 метрах от школы. Учеными не установлена эпоха, к которой могут принадлежать памятники, поэтому пока не выяснен статус принадлежности многочисленных курганов как объектов культурного наследия.
Группу могильников Чешкада, которая находится в полутора километрах от Теректы, ученые предположительно относят к Афанасьевской культуре. Перечень объектов культурного наследия Республики Алтай, находящихся на учете в АУ РА «Агентство по культурно-историческому наследию Республики Алтай» на 01.09.2013 г., был утвержден приказом Министерства культуры РА за номером 273-п, а затем отменен в марте 2015 года.
В селе находится братская могила героев Гражданской войны, исторический памятник, за которой ухаживают местные жители.